# 淫行可憐同好会
『淫行可憐同好会』(いんこうかれんどうこうかい)は、West Visionから2007年7月20日に発売されたアダルトゲームである。
本作は、学園で乱交する男女を明るく描いた内容となっている。

## あらすじ
主人公・月代 愛理は、両親の都合によって、ある学園に転入する。
気さくな性格とかわいらしさで友人を得、クラスになじんだ愛理は、隣席がずっと欠席であることを気に掛ける。
その席には雪輪 六華という美少女が座るという話を愛理は聞くが、どのような人物かということまではわからなかった。
ある日、六華が登校してくるが、クラスの皆の対応が大きく異なり、愛理の戸惑いと興味は大きくなるばかりであった。
その後、愛理は六華がこそこそと保健室へ向かう姿を目にし、後をつけていった。
そして、ドアの隙間から覗いてみると、六華が男子生徒と性交にふけっていた。
学園の影の支配者として乱交クラブを立ち上げていた六華は、愛理をクラブの活動に巻き込み、さらにはほかの生徒や教職員をも巻き込んでいった。

## 登場人物
月代 愛理（つきしろ あいり）
声：水瀬沙季
本作の主人公である少女。
見た目の良さから、転校前の学校では異性からの人気が高かったが、当人は恋愛に興味がなかった。六華に出会って以来、心身ともに惹かれている。
雪輪 六華（ゆきわ りっか）
声：未来羽
愛理の隣の席の少女。高飛車かつ高圧的な上、退屈を嫌う人物であり、自らの愉しみのために乱交クラブを立ち上げた。
月代 香織（つきしろ かおり）
声：咲ゆたか
愛理の姉で、学園では養護教諭を務めている。
5年前に結婚し、愛理らとは別居している。
六華と親しくなって以来、学園の男子生徒との淫行にのめりこみつつある。夫とは過激な性生活を送っており、夫は香織が男子生徒と淫行をしていることを認めている。
花市 弥生（はないち やよい）
声：佐倉くるみ
学園に勤務する教師で、数学を担当している。不純異性交遊を認めておらず、六華とは対立関係にある。学生時代は恋人がいたものの、ひどく振られて以来、男性不信に陥っている。
雪輪 晶（ゆきわ あきら）
声：青井美海
六華の実弟。
姉から女装を強要されているものの、日がたつにつれて本人も女性であるほうがよいと考え、体育や着替えも女子と一緒に行っている。
姉には異性として思いを寄せるものの、友人扱いされており、困っている。